# Thomas D. Boyatt
Thomas David Boyatt (Cincinnati, 4 de març de 1933) és un ex-diplomàtic estatunidenc. que exercí d'ambaixador dels Estats Units a Burkina Faso (1978–80) i a Colòmbia (1980–83). Membre de l'Acadèmia Estatunidenca de Diplomàcia, resistí captiu durant sis dies durant el segrest del vol TWA 840 que realitzà el FPAP l'any 1969.

## Biografia
Nascut el 4 de març de 1933 a Cincinnati, Ohio, es graduà a l'Institut de Wyoming el 1951 i, posteriorment, en B.A. a la Universitat de Princeton el 1955. Més tard, rebé el M.A. a la Fletcher School of Law and Diplomacy. Entre 1956 i 1959 serví a les Forces Aèries dels Estats Units d'Amèrica.
L'any 1959 s'uní al cos d'Afers Exteriors dels Estats Units i serví en diverses missions diplomàtiques al voltant del món, incloent vice-cònsol a Xile (1960-1962), ajudant de sots-secretari del Tresor (1962–1964), agent econòmic a Luxemburg (1964–1966) i conseller polític a Xipre (1967–1970). Més tard, esdevingué ajudant especial de l'ajudant del Secretari d'Estat del Pròxim Orient a Washington DC. Fou director d'Afers de Xipre entre 1971 i 1974 i l'any següent fou nomenat membre del Seminari Sènior de Política Estrangera. L'any 1975 esdevingué Ministre-conseller a l'ambaixada dels Estats Units a Xile. L'any 1978 fou nomenat ambaixador dels Estats Units a la República de l'Alt Volta (actual Burkina Faso) pel President Jimmy Carter, i l'any 1980 fou nomenat de nou per a exercir, diplomàticament, com a ambaixador dels Estats Units a Colòmbia. L'any 1983 fou promogut a Ministre de Carrera d'Afers Exteriors.
El 29 d'agost de 1969 fou pres com a ostatge en el segrest del vol TWA 840 quan activistes palestins del Front Popular per a l'Alliberament de Palestina prengueren l'aeronau. Boyatt, com la resta dels altres passatgers, fou alliberat més tard i d'ençà rebé molts premis i medalles pel seu «valor» i «heroïcitat» durant el segrest.
Tot i que es retirà del servei d'Afers Exteriors l'any 1985, esdevingué vicepresident de Sears World Trade i president d'U.S. Defense Systems (USDS) l'any 1990. Més tard es convertí en membre i garant del Consell Consultiu de l'Escola Woodrow Wilson de la Universitat de Princeton entre 1984 i 1988. També fou membre del Consell Consultiu de l'Escola Patterson de la Universitat de Kentucky i és, actualment, director de l'Institut per a l'Estudi de la Diplomàcia a la Universitat de Georgetown, on imparteix classes.
També exerceix de president del Consell d'Afers Exteriors, una organització paraigües que comprèn onze entitats que donen suport d'Afers Exteriors, així com de tresorer d'AFSA-PAC. També és membre de l'Acadèmia Estatunidenca de Diplomàcia i molts altres consells corporatius i sense ànim de lucre. Està casat amb Maxine Freedom Boyatt (Shearwood, de naixement) i té cinc infants, sent Christopher Lynn Boyatt un dels seus fills.

## Premis i honors
Boyatt fou condecorat per diversos governs i organitzacions, destacant especialment els guardons següents:
- Premi a l'Honor Meritori de Departament d'Estat dels EUA – 1969
- Premi William R. Rivkin – 1970
- Premi Christian A. Herter - 1979
- Copa al Servei Estranger – 1999
- Premi al a Consecució de la Vida, de l'Associació de Serveis Estrangers Estatunidenca (AFSA) – 2001[7]
- Premi de la Diplomàcia Estatunidenca a les Contribucions de la Vida – 2008[8]